# Jorma Etelälahti
Jorma Kalevi Etelälahti, né le 17 novembre 1951 à Toivakka, est un coureur finlandais du combiné nordique.

## Biographie
Licencié au Lahden Hiihtoseura, il prend part aux Jeux olympiques en 1976 
(24e) et 1980 (13e). Aux Championnats du monde 1982, il est médaillé d'argent avec Jouko Karjalainen et Rauno Miettinen et se classe septième en individuel, soit son meilleur résultat personnel en grand championnat.
Son meilleur résultat international individuel est sa troisième place au Festival de ski de Holmenkollen 1980, derrière deux Allemands de l'Est Uwe Dotzauer et Andreas Langer.

## Palmarès

### Jeux olympiques
| Épreuve / Édition | Innsbruck 1976 | Lake Placid 1980 |
| Individuel        | 24e            | 13e              |

### Championnats du monde
| Épreuve / Édition | Lahti 1978 | Oslo 1982 |
| Individuel        | 17e        | 7e        |
| Par équipes       |            | Argent    |